# Brocchinia prismatica
Brocchinia prismatica es una especie del género Brocchinia. Esta especie es nativa de Venezuela en el Amazonas en la Cienaga, Sabana Grande, sección 1, a una altitud de 100 m.

## Taxonomía
Brocchinia prismatica fue descrito por Lyman Bradford Smith  y publicado en Bulletin of the Torrey Botanical Club 58: 337, f. 3 (5–8). 1931.
Etimología
Brocchinia: nombre genérico que fue otorgado en honor del naturalista italiano Giovanni Battista Brocchi.
prismatica: epíteto latino que significa "con forma de prisma".